# Ángel Herrera Vera
Ángel Herrera Vera (* 2. srpna 1957 Guantánamo, Kuba) je bývalý kubánský boxer.
V roce 1976 a 1980 vybojoval zlatou olympijskou medaili. V roce 1978 a 1982 vybojoval zlatou medaili na mistrovství světa. V roce 1983 vybojoval stříbrnou medaili na Panamerických hrách.